# 조명부인
조명부인(照明夫人, 생몰년 미상)은 신라의 왕족이다. 김균정의 두번째 아내이며 헌안왕의 어머니이다. 흔명부인(昕明夫人)이라고도 한다.

## 생애
원성왕의 손자인 김균정과 혼인하여 의정(헌안왕)을 낳았다. 김균정의 두번째 아내이며, 김균정은 836년 흥덕왕이 사망하자 조카인 제륭(희강왕)과 왕위를 두고 다투었으나 패배하여 사망했다.
21년후인 857년 아들 의정이 헌안왕으로 즉위하여 아버지 균정을 성덕왕(成德王)으로 추존하였다.

## 가계
- 조부 : 혜충태자(惠忠太子, 760(?)~791/792)
- 조모 : 성목태후 김씨(聖穆太后)
  - 아버지 : 김충공(金忠恭, ?~822,835)
  - 어머니 : 귀보부인(貴寶夫人) - 선의태후(宣懿太后)에 추증
    - 남편 : 김균정 (金均貞, ?~836)
    - 부인 : 조명부인 김씨(照明夫人, ?~?)
      - 아들 : 헌안왕 (憲安王, ?~861 재위:857~861)